# Железный человек и Капитан Америка: Союз героев
Железный человек и Капитан Америка: Союз героев (англ. Iron Man and Captain America: Heroes United) — мультипликационный фильм, предназначенный для домашнего просмотра. Премьера фильма состоялась 29 июля 2014 года.

## Сюжет
Красный Череп поручает Таскмастеру, изучившему навыки Мстителей, доставить к нему Стива Роджерса и Тони Старка. ДНК Капитана Америки нужна для создания суперсолдат. Первый Мститель и Железный человек сражаются с солдатами «Гидры». Из хранилища оружия похищают репульсорную пушку Старка. Железный человек отправляется в погоню. Капитан Америка сражается с Таскмастером и проигрывают. Доставив Стива Роджерса Красному Черепу, Таскмастер решает возглавить «Гидру».
Не догнав грабителей, Железный человек возвращается и узнаёт, что Капитан Америка похищен и оставил подсказку, где его найти. Красный Череп копирует мозговые волны Стива Роджерса и начинает перезапись сознания Первого Мстителя, надеясь сделать его своим приспешником Капитаном Гидры.
Железный человек врывается в логово «Гидры» и сражается с изменённым Капитаном Америкой. Таскмастер с помощью жучка дезактивирует броню Старка и получает её секретные коды. Сняв жучок Железный человек шокирует им Капитана Гидры и возвращает ему память. Победив Таскмастера, Мстители узнают местоположение Красного Черепа, устремляются за ним. Освободившись из оков Таскмастер надевает броню, похожую на броню Старка, и становится Железным Мастером.
В шахтах «Гидры» Мстители обнаруживают производство мутантов, репульсорных пушек Старка и увеличенных щитов Капитана Америки. Разделавшись с солдатами Железный человек и Капитан Америка, обезоруживают Красного Черепа. Внезапно появляется Железный Мастер и пытается свергнуть бывшего босса, но оказывается неспособным на это. Появляется целая армия мутантов, вооружённых щитами из вибраниума и репульсорными пушками и окружают Мстителей. Подоспевший на помощь Халк сокрушает армию мутантов. Капитан Америка гонится за Красным Черепом, а Железный человек сражается с Железным Мастером.
Компьютер Старка Джарвис взламывает броню Железного Мастера и обездвиживает его. Красный Череп стремится запустить ракету, чтобы распространить сыворотку из ДНК Стива Роджерса по миру, но Капитан Америка повреждает её своим щитом. Всё взрывается, но Мстители успевают спастись. Агенты Щ.И.Т.а арестовывают Красного Черепа и Железного Мастера.

## Роли озвучивали
- Капитан Америка — Роджер Крейг Смит
- Железный Человек — Эриан Пасдар
- Красный Череп — Лиам О’Брайэн
- Таскмастер — Клэнси Браун
- Халк — Фред Таташор
- Джарвис — Дэвид Кэй

## Награды и номинации
- В 2015 году на премии «Behind the Voice Actors Awards» Роджер Крейг Смит был номинирован в категории «Лучший актёр озвучивания». Также он победил в номинации «Лучший актёр озвучивания — народный выбор»[1][2].